# Top Teams Cup 2005-2006 (femminile)
La Top Teams Cup di pallavolo femminile 2005-2006 è stata la 27ª edizione del secondo torneo pallavolistico europeo per club; iniziata a partire dal 19 settembre 2005, si è conclusa con la final-four di Mosca, in Russia, il 12 marzo 2006. Alla competizione hanno partecipato 40 squadre e la vittoria finale è andata per la prima volta all'Asystel Volley.

## Squadre partecipanti
| - Aalborg - Albacete - AMVJ - Panathīnaïkos - Știința Bacău - Poštar - Slávia Bratislava - Královo Pole - Vasas - Pałac Bydgoszcz | - Dauphines Charleroi - Kruh Čerkasy - Edimburgo Volleyball - Escher - Anorthōsīs - Famalicense - Metal Galați - Vanajan - Kaštela - Klagenfurt | - Köniz - La Rochette - Longa'59 - AEL Limassol - Lyngby Volley - Minčanka - Slavyanka Minsk - Dinamo Mosca - Asystel - HIT Nova Gorica | - Nyíregyháza - 80 Pétange - Minatori Rrëshen - Filathlītikos Salonicco - Schwechat Post - Senica - Datovoc Tongeren - Troon VC - Jedinstvo Užice - Voléro Zurigo |

## Torneo

### Fase di qualificazione

#### Primo turno

##### Andata
| Data     | Risultati | Risultati | Risultati | 1° Set | 2° Set | 3° Set | 4° Set | 5° Set |
| -------- | --------- | --------- | --------- | ------ | ------ | ------ | ------ | ------ |
| 17-09-05 | Troon VC  | 2 - 3     | Aalborg   | 20-25  | 15-25  | 25-23  | 25-14  | 10-15  |

##### Ritorno
| Data     | Risultati | Risultati | Risultati | 1° Set | 2° Set | 3° Set | 4° Set | 5° Set |
| -------- | --------- | --------- | --------- | ------ | ------ | ------ | ------ | ------ |
| 17-09-05 | Aalborg   | 3 - 0     | Troon VC  | 26-24  | 25-21  | 26-24  |        |        |

##### Squadra qualificata
- Aalborg

#### Secondo turno

##### Gruppo 1 - A Klagenfurt

###### Risultati
| Data     | Risultati     | Risultati | Risultati     | 1° Set | 2° Set | 3° Set | 4° Set | 5° Set |
| -------- | ------------- | --------- | ------------- | ------ | ------ | ------ | ------ | ------ |
| 07-10-05 | Știința Bacău | 3 - 0     | Vasas         | 25-14  | 25-16  | 25-19  |        |        |
| 07-10-05 | Klagenfurt    | 3 - 0     | AEL Limassol  | 25-17  | 25-14  | 25-21  |        |        |
| 08-10-05 | AEL Limassol  | 0 - 3     | Știința Bacău | 7-25   | 13-25  | 17-25  |        |        |
| 08-10-05 | Vasas         | 0 - 3     | Klagenfurt    | 15-25  | 14-25  | 20-25  |        |        |
| 09-10-05 | AEL Limassol  | 0 - 3     | Vasas         | 11-25  | 18-25  | 15-25  |        |        |
| 09-10-05 | Știința Bacău | 3 - 1     | Klagenfurt    | 22-25  | 25-20  | 25-11  | 25-23  |        |

###### Classifica
| Pos | Squadre       | Punti | Partite | Partite | Partite | Set   | Set   | Ratio | Punti | Punti  | Ratio |
| Pos | Squadre       | Punti | Giocate | Vinte   | Perse   | Vinti | Persi | Ratio | Fatti | Subiti | Ratio |
| --- | ------------- | ----- | ------- | ------- | ------- | ----- | ----- | ----- | ----- | ------ | ----- |
| 1   | Știința Bacău | 6     | 3       | 3       | 0       | 9     | 1     | 9.000 | 247   | 165    | 1.497 |
| 2   | Klagenfurt    | 5     | 3       | 2       | 1       | 7     | 3     | 2.333 | 229   | 198    | 1.156 |
| 3   | Vasas         | 4     | 3       | 1       | 2       | 3     | 6     | 0.500 | 173   | 194    | 0.891 |
| 4   | AEL Limassol  | 3     | 3       | 0       | 3       | 0     | 9     | 0.000 | 133   | 225    | 0.591 |

##### Gruppo 2 - A Charleroi

###### Risultati
| Data     | Risultati               | Risultati | Risultati               | 1° Set | 2° Set | 3° Set | 4° Set | 5° Set |
| -------- | ----------------------- | --------- | ----------------------- | ------ | ------ | ------ | ------ | ------ |
| 07-10-05 | Filathlītikos Salonicco | 0 - 3     | Albacete                | 17-25  | 21-25  | 15-25  |        |        |
| 07-10-05 | AMVJ                    | 2 - 3     | Dauphines Charleroi     | 25-23  | 21-25  | 25-20  | 14-25  | 9-15   |
| 08-10-05 | Albacete                | 3 - 0     | AMVJ                    | 25-17  | 25-16  | 25-9   |        |        |
| 08-10-05 | Dauphines Charleroi     | 3 - 0     | Filathlītikos Salonicco | 25-23  | 32-20  | 28-26  |        |        |
| 09-10-05 | AMVJ                    | 3 - 2     | Filathlītikos Salonicco | 25-16  | 25-17  | 23-25  | 19-25  | 16-14  |
| 09-10-05 | Dauphines Charleroi     | 3 - 2     | Albacete                | 25-16  | 23-25  | 25-15  | 16-25  | 15-13  |

###### Classifica
| Pos | Squadre                 | Punti | Partite | Partite | Partite | Set   | Set   | Ratio | Punti | Punti  | Ratio |
| Pos | Squadre                 | Punti | Giocate | Vinte   | Perse   | Vinti | Persi | Ratio | Fatti | Subiti | Ratio |
| --- | ----------------------- | ----- | ------- | ------- | ------- | ----- | ----- | ----- | ----- | ------ | ----- |
| 1   | Dauphines Charleroi     | 6     | 3       | 3       | 0       | 9     | 4     | 2.250 | 297   | 267    | 1.112 |
| 2   | Albacete                | 5     | 3       | 2       | 1       | 8     | 3     | 2.666 | 244   | 199    | 1.226 |
| 3   | AMVJ                    | 4     | 3       | 1       | 2       | 5     | 8     | 0.625 | 244   | 280    | 0.871 |
| 4   | Filathlītikos Salonicco | 3     | 3       | 0       | 3       | 2     | 9     | 0.222 | 229   | 268    | 0.854 |

##### Gruppo 3 - A Köniz

###### Risultati
| Data     | Risultati            | Risultati | Risultati            | 1° Set | 2° Set | 3° Set | 4° Set | 5° Set |
| -------- | -------------------- | --------- | -------------------- | ------ | ------ | ------ | ------ | ------ |
| 07-10-05 | Edimburgo Volleyball | 0 - 3     | Slávia Bratislava    | 8-25   | 23-25  | 9-25   |        |        |
| 07-10-05 | Köniz                | 3 - 0     | Escher               | 25-11  | 25-10  | 25-11  |        |        |
| 08-10-05 | Escher               | 0 - 3     | Slávia Bratislava    | 10-25  | 16-25  | 11-25  |        |        |
| 08-10-05 | Köniz                | 3 - 0     | Edimburgo Volleyball | 25-14  | 25-9   | 25-10  |        |        |
| 09-10-05 | Edimburgo Volleyball | 3 - 1     | Escher               | 20-25  | 25-21  | 25-20  | 25-20  |        |
| 09-10-05 | Slávia Bratislava    | 0 - 3     | Köniz                | 19-25  | 18-25  | 15-25  |        |        |

###### Classifica
| Pos | Squadre              | Punti | Partite | Partite | Partite | Set   | Set   | Ratio | Punti | Punti  | Ratio |
| Pos | Squadre              | Punti | Giocate | Vinte   | Perse   | Vinti | Persi | Ratio | Fatti | Subiti | Ratio |
| --- | -------------------- | ----- | ------- | ------- | ------- | ----- | ----- | ----- | ----- | ------ | ----- |
| 1   | Köniz                | 6     | 3       | 3       | 0       | 9     | 0     | MAX   | 225   | 117    | 1.923 |
| 2   | Slávia Bratislava    | 5     | 3       | 2       | 1       | 6     | 3     | 2.000 | 202   | 141    | 1.432 |
| 3   | Edimburgo Volleyball | 4     | 3       | 1       | 2       | 3     | 7     | 0.428 | 157   | 236    | 0.665 |
| 4   | Escher               | 3     | 3       | 0       | 3       | 1     | 9     | 0.111 | 155   | 245    | 0.632 |

##### Gruppo 4 - A Famalicão

###### Risultati
| Data     | Risultati     | Risultati | Risultati     | 1° Set | 2° Set | 3° Set | 4° Set | 5° Set |
| -------- | ------------- | --------- | ------------- | ------ | ------ | ------ | ------ | ------ |
| 07-10-05 | Famalicense   | 3 - 2     | Lyngby Volley | 26-24  | 25-20  | 21-25  | 15-25  | 16-14  |
| 07-10-05 | Minčanka      | 3 - 1     | Kaštela       | 25-17  | 25-8   | 21-25  | 25-12  |        |
| 08-10-05 | Kaštela       | 3 - 2     | Famalicense   | 22-25  | 18-25  | 25-12  | 25-15  | 15-13  |
| 08-10-05 | Minčanka      | 3 - 0     | Lyngby Volley | 25-18  | 25-15  | 25-16  |        |        |
| 09-10-05 | Lyngby Volley | 1 - 3     | Kaštela       | 22-25  | 25-18  | 18-25  | 13-25  |        |
| 09-10-05 | Famalicense   | 0 - 3     | Minčanka      | 18-25  | 18-25  | 17-25  |        |        |

###### Classifica
| Pos | Squadre       | Punti | Partite | Partite | Partite | Set   | Set   | Ratio | Punti | Punti  | Ratio |
| Pos | Squadre       | Punti | Giocate | Vinte   | Perse   | Vinti | Persi | Ratio | Fatti | Subiti | Ratio |
| --- | ------------- | ----- | ------- | ------- | ------- | ----- | ----- | ----- | ----- | ------ | ----- |
| 1   | Minčanka      | 6     | 3       | 3       | 0       | 9     | 1     | 9.000 | 246   | 164    | 1.500 |
| 2   | Kaštela       | 5     | 3       | 2       | 1       | 7     | 6     | 1.166 | 260   | 264    | 0.984 |
| 3   | Famalicense   | 4     | 3       | 1       | 2       | 5     | 8     | 0.625 | 246   | 288    | 0.854 |
| 4   | Lyngby Volley | 3     | 3       | 0       | 3       | 3     | 9     | 0.333 | 235   | 271    | 0.867 |

##### Gruppo 5 - A Brno

###### Risultati
| Data     | Risultati      | Risultati | Risultati      | 1° Set | 2° Set | 3° Set | 4° Set | 5° Set |
| -------- | -------------- | --------- | -------------- | ------ | ------ | ------ | ------ | ------ |
| 07-10-05 | Schwechat Post | 0 - 3     | Senica         | 20-25  | 18-25  | 14-26  |        |        |
| 07-10-05 | Královo Pole   | 3 - 0     | Anorthōsīs     | 25-9   | 25-9   | 25-9   |        |        |
| 08-10-05 | Anorthōsīs     | 0 - 3     | Schwechat Post | 12-25  | 20-25  | 13-25  |        |        |
| 08-10-05 | Královo Pole   | 1 - 3     | Senica         | 25-20  | 26-28  | 11-25  | 16-25  |        |
| 09-10-05 | Senica         | 3 - 0     | Anorthōsīs     | 25-14  | 25-13  | 25-9   |        |        |
| 09-10-05 | Schwechat Post | 0 - 3     | Královo Pole   | 20-25  | 19-25  | 26-28  |        |        |

###### Classifica
| Pos | Squadre        | Punti | Partite | Partite | Partite | Set   | Set   | Ratio | Punti | Punti  | Ratio |
| Pos | Squadre        | Punti | Giocate | Vinte   | Perse   | Vinti | Persi | Ratio | Fatti | Subiti | Ratio |
| --- | -------------- | ----- | ------- | ------- | ------- | ----- | ----- | ----- | ----- | ------ | ----- |
| 1   | Senica         | 6     | 3       | 3       | 0       | 9     | 1     | 9.000 | 251   | 176    | 1.426 |
| 2   | Královo Pole   | 5     | 3       | 2       | 1       | 7     | 3     | 2.333 | 231   | 192    | 1.203 |
| 3   | Schwechat Post | 4     | 3       | 1       | 2       | 3     | 6     | 0.500 | 202   | 199    | 1.015 |
| 4   | Anorthōsīs     | 3     | 3       | 0       | 3       | 0     | 9     | 0.000 | 108   | 225    | 0.480 |

##### Gruppo 6 - A Nyíregyháza

###### Risultati
| Data     | Risultati       | Risultati | Risultati       | 1° Set | 2° Set | 3° Set | 4° Set | 5° Set |
| -------- | --------------- | --------- | --------------- | ------ | ------ | ------ | ------ | ------ |
| 07-10-05 | Slavyanka Minsk | 0 - 3     | Dinamo Mosca    | 21-25  | 16-25  | 18-25  |        |        |
| 07-10-05 | Nyíregyháza     | 3 - 1     | HIT Nova Gorica | 23-25  | 25-22  | 25-17  | 25-16  |        |
| 08-10-05 | Dinamo Mosca    | 3 - 1     | HIT Nova Gorica | 25-12  | 16-25  | 25-20  | 25-14  |        |
| 08-10-05 | Slavyanka Minsk | 3 - 2     | Nyíregyháza     | 18-25  | 17-25  | 25-16  | 25-20  | 20-18  |
| 09-10-05 | HIT Nova Gorica | 1 - 3     | Slavyanka Minsk | 23-25  | 25-18  | 19-25  | 20-25  |        |
| 09-10-05 | Nyíregyháza     | 0 - 3     | Dinamo Mosca    | 19-25  | 13-25  | 17-25  |        |        |

###### Classifica
| Pos | Squadre         | Punti | Partite | Partite | Partite | Set   | Set   | Ratio | Punti | Punti  | Ratio |
| Pos | Squadre         | Punti | Giocate | Vinte   | Perse   | Vinti | Persi | Ratio | Fatti | Subiti | Ratio |
| --- | --------------- | ----- | ------- | ------- | ------- | ----- | ----- | ----- | ----- | ------ | ----- |
| 1   | Dinamo Mosca    | 6     | 3       | 3       | 0       | 9     | 1     | 9.000 | 241   | 175    | 1.377 |
| 2   | Slavyanka Minsk | 5     | 3       | 2       | 1       | 6     | 6     | 1.000 | 253   | 266    | 0.951 |
| 3   | Nyíregyháza     | 4     | 3       | 1       | 2       | 5     | 7     | 0.714 | 251   | 260    | 0.965 |
| 4   | HIT Nova Gorica | 3     | 3       | 0       | 3       | 3     | 9     | 0.333 | 238   | 282    | 0.844 |

##### Gruppo 7 - A Zurigo

###### Risultati
| Data     | Risultati        | Risultati | Risultati        | 1° Set | 2° Set | 3° Set | 4° Set | 5° Set |
| -------- | ---------------- | --------- | ---------------- | ------ | ------ | ------ | ------ | ------ |
| 07-10-05 | Vanajan          | 0 - 3     | Voléro Zurigo    | 22-25  | 16-25  | 11-25  |        |        |
| 07-10-05 | Minatori Rrëshen | 0 - 3     | Panathīnaïkos    | 10-25  | 12-25  | 10-25  |        |        |
| 08-10-05 | Panathīnaïkos    | 3 - 0     | Vanajan          | 25-22  | 25-17  | 25-22  |        |        |
| 08-10-05 | Minatori Rrëshen | 0 - 3     | Voléro Zurigo    | 10-25  | 13-25  | 15-25  |        |        |
| 09-10-05 | Vanajan          | 3 - 0     | Minatori Rrëshen | 25-14  | 25-13  | 25-22  |        |        |
| 09-10-05 | Voléro Zurigo    | 3 - 0     | Panathīnaïkos    | 25-20  | 25-19  | 25-13  |        |        |

###### Classifica
| Pos | Squadre          | Punti | Partite | Partite | Partite | Set   | Set   | Ratio | Punti | Punti  | Ratio |
| Pos | Squadre          | Punti | Giocate | Vinte   | Perse   | Vinti | Persi | Ratio | Fatti | Subiti | Ratio |
| --- | ---------------- | ----- | ------- | ------- | ------- | ----- | ----- | ----- | ----- | ------ | ----- |
| 1   | Voléro Zurigo    | 6     | 3       | 3       | 0       | 9     | 0     | MAX   | 225   | 139    | 1.618 |
| 2   | Panathīnaïkos    | 5     | 3       | 2       | 1       | 6     | 3     | 2.000 | 202   | 168    | 1.202 |
| 3   | Vanajan          | 4     | 3       | 1       | 2       | 3     | 6     | 0.500 | 185   | 199    | 0.929 |
| 4   | Minatori Rrëshen | 3     | 3       | 0       | 3       | 0     | 9     | 0.000 | 119   | 225    | 0.528 |

##### Gruppo 8 - A Galați

###### Risultati
| Data     | Risultati    | Risultati | Risultati    | 1° Set | 2° Set | 3° Set | 4° Set | 5° Set |
| -------- | ------------ | --------- | ------------ | ------ | ------ | ------ | ------ | ------ |
| 07-10-05 | Aalborg      | 0 - 3     | Poštar       | 7-25   | 10-25  | 15-25  |        |        |
| 07-10-05 | Metal Galați | 3 - 0     | 80 Pétange   | 25-6   | 25-8   | 25-10  |        |        |
| 08-10-05 | Poštar       | 3 - 0     | 80 Pétange   | 25-14  | 25-16  | 25-16  |        |        |
| 08-10-05 | Aalborg      | 0 - 3     | Metal Galați | 17-25  | 10-25  | 6-25   |        |        |
| 09-10-05 | 80 Pétange   | 3 - 1     | Aalborg      | 25-22  | 25-22  | 21-25  | 25-22  |        |
| 09-10-05 | Metal Galați | 0 - 3     | Poštar       | 17-25  | 20-25  | 25-27  |        |        |

###### Classifica
| Pos | Squadre      | Punti | Partite | Partite | Partite | Set   | Set   | Ratio | Punti | Punti  | Ratio |
| Pos | Squadre      | Punti | Giocate | Vinte   | Perse   | Vinti | Persi | Ratio | Fatti | Subiti | Ratio |
| --- | ------------ | ----- | ------- | ------- | ------- | ----- | ----- | ----- | ----- | ------ | ----- |
| 1   | Poštar       | 6     | 3       | 3       | 0       | 9     | 0     | MAX   | 227   | 140    | 1.621 |
| 2   | Metal Galați | 5     | 3       | 2       | 1       | 6     | 3     | 2.000 | 212   | 134    | 1.582 |
| 3   | 80 Pétange   | 4     | 3       | 1       | 2       | 3     | 7     | 0.428 | 166   | 241    | 0.688 |
| 4   | Aalborg      | 3     | 3       | 0       | 3       | 1     | 9     | 0.111 | 156   | 246    | 0.634 |

### Fase a gironi

#### Gruppo A

##### Risultati
| Data     | Risultati        | Risultati | Risultati        | 1° Set | 2° Set | 3° Set | 4° Set | 5° Set |
| -------- | ---------------- | --------- | ---------------- | ------ | ------ | ------ | ------ | ------ |
| 26-10-05 | Datovoc Tongeren | 3 - 1     | Pałac Bydgoszcz  | 25-23  | 11-25  | 25-17  | 25-18  |        |
| 26-10-05 | Știința Bacău    | 0 - 3     | Voléro Zurigo    | 23-25  | 17-25  | 20-25  |        |        |
| 01-11-05 | Voléro Zurigo    | 3 - 0     | Datovoc Tongeren | 25-16  | 25-18  | 25-17  |        |        |
| 03-11-05 | Pałac Bydgoszcz  | 2 - 3     | Știința Bacău    | 25-27  | 19-25  | 28-26  | 25-18  | 12-15  |
| 30-11-05 | Datovoc Tongeren | 1 - 3     | Știința Bacău    | 21-25  | 25-21  | 21-25  | 18-25  |        |
| 30-11-05 | Pałac Bydgoszcz  | 2 - 3     | Voléro Zurigo    | 25-22  | 20-25  | 22-25  | 25-20  | 10-15  |
| 06-12-05 | Voléro Zurigo    | 2 - 3     | Pałac Bydgoszcz  | 21-25  | 25-22  | 15-25  | 25-22  | 11-15  |
| 07-12-05 | Știința Bacău    | 3 - 0     | Datovoc Tongeren | 25-23  | 25-12  | 25-23  |        |        |
| 14-12-05 | Știința Bacău    | 1 - 3     | Pałac Bydgoszcz  | 25-17  | 23-25  | 23-25  | 27-29  |        |
| 30-11-05 | Datovoc Tongeren | 3 - 1     | Voléro Zurigo    | 28-26  | 25-23  | 15-25  | 25-14  |        |
| 20-12-05 | Voléro Zurigo    | 3 - 2     | Știința Bacău    | 23-25  | 19-25  | 26-24  | 25-16  | 15-4   |
| 20-12-05 | Pałac Bydgoszcz  | 3 - 0     | Datovoc Tongeren | 25-20  | 25-16  | 25-14  |        |        |

##### Classifica
| Pos | Squadre          | Punti | Partite | Partite | Partite | Set   | Set   | Ratio | Punti | Punti  | Ratio |
| Pos | Squadre          | Punti | Giocate | Vinte   | Perse   | Vinti | Persi | Ratio | Fatti | Subiti | Ratio |
| --- | ---------------- | ----- | ------- | ------- | ------- | ----- | ----- | ----- | ----- | ------ | ----- |
| 1   | Voléro Zurigo    | 10    | 6       | 4       | 2       | 15    | 10    | 1.500 | 550   | 509    | 1.080 |
| 2   | Pałac Bydgoszcz  | 9     | 6       | 3       | 3       | 14    | 12    | 1.166 | 574   | 549    | 1.045 |
| 3   | Știința Bacău    | 9     | 6       | 3       | 3       | 12    | 12    | 1.000 | 534   | 531    | 1.005 |
| 4   | Datovoc Tongeren | 8     | 6       | 2       | 4       | 7     | 14    | 0.500 | 423   | 492    | 0.859 |

#### Gruppo B

##### Risultati
| Data     | Risultati    | Risultati | Risultati    | 1° Set | 2° Set | 3° Set | 4° Set | 5° Set |
| -------- | ------------ | --------- | ------------ | ------ | ------ | ------ | ------ | ------ |
| 26-10-05 | Poštar       | 1 - 3     | Dinamo Mosca | 24-26  | 25-23  | 12-25  | 14-25  |        |
| 25-10-05 | Metal Galați | 1 - 3     | Asystel      | 26-24  | 19-25  | 18-25  | 21-25  |        |
| 03-11-05 | Asystel      | 2 - 3     | Poštar       | 22-25  | 25-22  | 25-27  | 25-18  | 14-16  |
| 03-11-05 | Dinamo Mosca | 3 - 0     | Metal Galați | 25-12  | 25-12  | 25-12  |        |        |
| 30-11-05 | Poštar       | 3 - 0     | Metal Galați | 25-22  | 25-23  | 25-22  |        |        |
| 30-11-05 | Dinamo Mosca | 1 - 3     | Asystel      | 22-25  | 21-25  | 25-22  | 22-25  |        |
| 06-12-05 | Asystel      | 3 - 0     | Dinamo Mosca | 27-25  | 25-21  | 25-20  |        |        |
| 07-12-05 | Metal Galați | 3 - 1     | Poštar       | 18-25  | 25-18  | 25-18  | 25-14  |        |
| 15-12-05 | Metal Galați | 0 - 3     | Dinamo Mosca | 11-25  | 14-25  | 13-25  |        |        |
| 14-12-05 | Poštar       | 0 - 3     | Asystel      | 22-25  | 28-30  | 22-25  |        |        |
| 20-12-05 | Asystel      | 3 - 0     | Metal Galați | 25-15  | 25-15  | 25-15  |        |        |
| 20-12-05 | Dinamo Mosca | 3 - 0     | Poštar       | 25-21  | 25-23  | 25-18  |        |        |

##### Classifica
| Pos | Squadre      | Punti | Partite | Partite | Partite | Set   | Set   | Ratio | Punti | Punti  | Ratio |
| Pos | Squadre      | Punti | Giocate | Vinte   | Perse   | Vinti | Persi | Ratio | Fatti | Subiti | Ratio |
| --- | ------------ | ----- | ------- | ------- | ------- | ----- | ----- | ----- | ----- | ------ | ----- |
| 1   | Asystel      | 11    | 6       | 5       | 1       | 17    | 5     | 3.400 | 539   | 472    | 1.141 |
| 2   | Dinamo Mosca | 10    | 6       | 4       | 2       | 13    | 7     | 1.857 | 480   | 392    | 1.224 |
| 3   | Poštar       | 8     | 6       | 2       | 4       | 8     | 14    | 0.571 | 467   | 525    | 0.889 |
| 4   | Metal Galați | 7     | 6       | 1       | 5       | 4     | 16    | 0.250 | 377   | 474    | 0.795 |

#### Gruppo C

##### Risultati
| Data     | Risultati           | Risultati | Risultati           | 1° Set | 2° Set | 3° Set | 4° Set | 5° Set |
| -------- | ------------------- | --------- | ------------------- | ------ | ------ | ------ | ------ | ------ |
| 26-10-05 | Senica              | 3 - 0     | Kruh Čerkasy        | 25-16  | 25-17  | 25-16  |        |        |
| 25-10-05 | Jedinstvo Užice     | 3 - 0     | Dauphines Charleroi | 25-22  | 25-23  | 25-11  |        |        |
| 02-11-05 | Dauphines Charleroi | 3 - 0     | Senica              | 25-18  | 25-17  | 25-22  |        |        |
| 01-11-05 | Kruh Čerkasy        | 3 - 1     | Jedinstvo Užice     | 24-26  | 25-16  | 25-21  | 25-21  |        |
| 30-11-05 | Senica              | 3 - 1     | Jedinstvo Užice     | 25-16  | 26-24  | 22-25  | 25-13  |        |
| 01-12-05 | Kruh Čerkasy        | 2 - 3     | Dauphines Charleroi | 27-29  | 17-25  | 25-22  | 25-19  | 7-15   |
| 08-12-05 | Dauphines Charleroi | 3 - 0     | Kruh Čerkasy        | 25-20  | 25-22  | 25-22  |        |        |
| 07-12-05 | Jedinstvo Užice     | 0 - 3     | Senica              | 17-25  | 25-27  | 23-25  |        |        |
| 14-12-05 | Jedinstvo Užice     | 2 - 3     | Kruh Čerkasy        | 25-20  | 25-23  | 23-25  | 23-25  | 11-15  |
| 14-12-05 | Senica              | 3 - 1     | Dauphines Charleroi | 25-21  | 26-24  | 22-25  | 25-14  |        |
| 20-12-05 | Dauphines Charleroi | 3 - 1     | Jedinstvo Užice     | 25-22  | 25-22  | 20-25  | 25-19  |        |
| 20-12-05 | Kruh Čerkasy        | 3 - 0     | Senica              | 25-21  | 25-17  | 25-15  |        |        |

##### Classifica
| Pos | Squadre             | Punti | Partite | Partite | Partite | Set   | Set   | Ratio | Punti | Punti  | Ratio |
| Pos | Squadre             | Punti | Giocate | Vinte   | Perse   | Vinti | Persi | Ratio | Fatti | Subiti | Ratio |
| --- | ------------------- | ----- | ------- | ------- | ------- | ----- | ----- | ----- | ----- | ------ | ----- |
| 1   | Senica              | 10    | 6       | 4       | 2       | 12    | 8     | 1.500 | 458   | 426    | 1.075 |
| 2   | Dauphines Charleroi | 10    | 6       | 4       | 2       | 13    | 9     | 1.444 | 495   | 483    | 1.024 |
| 3   | Kruh Čerkasy        | 9     | 6       | 3       | 3       | 11    | 12    | 0.916 | 496   | 504    | 0.984 |
| 4   | Jedinstvo Užice     | 7     | 6       | 1       | 5       | 8     | 15    | 0.533 | 497   | 533    | 0.932 |

#### Gruppo D

##### Risultati
| Data     | Risultati   | Risultati | Risultati   | 1° Set | 2° Set | 3° Set | 4° Set | 5° Set |
| -------- | ----------- | --------- | ----------- | ------ | ------ | ------ | ------ | ------ |
| 26-10-05 | Longa'59    | 1 - 3     | La Rochette | 21-25  | 13-25  | 25-20  | 15-25  |        |
| 27-10-05 | Minčanka    | 1 - 3     | Köniz       | 17-25  | 25-21  | 23-25  | 19-25  |        |
| 03-11-05 | Köniz       | 2 - 3     | Longa'59    | 25-20  | 24-26  | 19-25  | 25-22  | 11-15  |
| 02-11-05 | La Rochette | 3 - 0     | Minčanka    | 25-10  | 25-21  | 25-20  |        |        |
| 30-11-05 | Longa'59    | 3 - 0     | Minčanka    | 25-10  | 25-16  | 25-16  |        |        |
| 30-11-05 | La Rochette | 3 - 0     | Köniz       | 25-16  | 27-25  | 30-28  |        |        |
| 07-12-05 | Köniz       | 3 - 1     | La Rochette | 25-19  | 25-19  | 19-25  | 25-23  |        |
| 08-12-05 | Minčanka    | 0 - 3     | Longa'59    | 17-25  | 17-25  | 13-25  |        |        |
| 15-12-05 | Minčanka    | 0 - 3     | La Rochette | 20-25  | 17-25  | 19-25  |        |        |
| 14-12-05 | Longa'59    | 3 - 1     | Köniz       | 25-21  | 25-21  | 23-25  | 27-25  |        |
| 20-12-05 | Köniz       | 3 - 0     | Minčanka    | 25-7   | 25-12  | 29-27  |        |        |
| 20-12-05 | La Rochette | 3 - 1     | Longa'59    | 27-29  | 25-22  | 25-14  | 25-20  |        |

##### Classifica
| Pos | Squadre     | Punti | Partite | Partite | Partite | Set   | Set   | Ratio | Punti | Punti  | Ratio |
| Pos | Squadre     | Punti | Giocate | Vinte   | Perse   | Vinti | Persi | Ratio | Fatti | Subiti | Ratio |
| --- | ----------- | ----- | ------- | ------- | ------- | ----- | ----- | ----- | ----- | ------ | ----- |
| 1   | La Rochette | 11    | 6       | 5       | 1       | 16    | 5     | 3.200 | 515   | 429    | 1.200 |
| 2   | Longa'59    | 10    | 6       | 4       | 2       | 14    | 9     | 1.555 | 517   | 484    | 1.072 |
| 3   | Köniz       | 9     | 6       | 3       | 3       | 12    | 11    | 0.090 | 534   | 506    | 1.055 |
| 4   | Minčanka    | 6     | 6       | 0       | 6       | 1     | 18    | 0.556 | 326   | 475    | 0.686 |

### Quarti di finale

#### Andata
| Data     | Risultati       | Risultati | Risultati           | 1° Set | 2° Set | 3° Set | 4° Set | 5° Set |
| -------- | --------------- | --------- | ------------------- | ------ | ------ | ------ | ------ | ------ |
| 11-01-06 | Pałac Bydgoszcz | 3 - 1     | Senica              | 21-25  | 25-18  | 25-20  | 25-18  |        |
| 11-01-06 | Asystel         | 3 - 0     | Dauphines Charleroi | 25-16  | 25-8   | 25-11  |        |        |
| 11-01-06 | La Rochette     | 0 - 3     | Dinamo Mosca        | 20-25  | 23-25  | 23-25  |        |        |
| 10-01-06 | Voléro Zurigo   | 2 - 3     | Longa'59            | 19-25  | 25-16  | 24-26  | 25-21  | 7-15   |

#### Ritorno
| Data     | Risultati           | Risultati | Risultati       | 1° Set | 2° Set | 3° Set | 4° Set | 5° Set |
| -------- | ------------------- | --------- | --------------- | ------ | ------ | ------ | ------ | ------ |
| 18-01-06 | Senica              | 3 - 2     | Pałac Bydgoszcz | 16-25  | 25-13  | 23-25  | 31-29  | 17-15  |
| 18-01-06 | Dauphines Charleroi | 1 - 3     | Asystel         | 20-25  | 23-25  | 25-23  | 15-25  |        |
| 18-01-06 | Dinamo Mosca        | 3 - 0     | La Rochette     | 25-17  | 25-11  | 25-16  |        |        |
| 19-01-06 | Longa'59            | 2 - 3     | Voléro Zurigo   | 25-27  | 25-22  | 25-22  | 24-26  | 10-15  |

#### Squadre qualificate
- Pałac Bydgoszcz
- Asystel
- Dinamo Mosca
- Longa'59

### Final-four
La final four si è disputata a Mosca ( Russia).

Le semifinali si sono giocate l'11 marzo, mentre le finali per il terzo e il primo posto il 12 marzo.
|  | Semifinali      | Semifinali      | Semifinali   |              |         | Finale             | Finale             | Finale             |  |
|  |                 |                 |              |              |         |                    |                    |                    |  |
|  | Pałac Bydgoszcz | Pałac Bydgoszcz | 0            |              |         |                    |                    |                    |  |
|  | Pałac Bydgoszcz | Pałac Bydgoszcz | 0            |              |         |                    |                    |                    |  |
|  | Asystel         | Asystel         | 3            |              |         |                    |                    |                    |  |
|  | Asystel         | Asystel         | 3            |              | Asystel | Asystel            | 3                  |                    |  |
|  |                 |                 |              |              | Asystel | Asystel            | 3                  |                    |  |
|  |                 |                 | Dinamo Mosca | Dinamo Mosca | 0       |                    |                    |                    |  |
|  | Dinamo Mosca    | Dinamo Mosca    | Dinamo Mosca | Dinamo Mosca | 0       | 3                  |                    |                    |  |
|  | Dinamo Mosca    | Dinamo Mosca    |              |              |         | 3                  |                    |                    |  |
|  | Longa'59        | Longa'59        | 0            |              |         | Finale 3º/4º posto | Finale 3º/4º posto | Finale 3º/4º posto |  |
|  | Longa'59        | Longa'59        | 0            |              |         |                    |                    |                    |  |
|  |                 |                 |              |              |         |                    |                    |                    |  |
|  |                 |                 |              |              |         | Pałac Bydgoszcz    | Pałac Bydgoszcz    | 0                  |  |
|  |                 |                 |              |              |         | Pałac Bydgoszcz    | Pałac Bydgoszcz    | 0                  |  |
|  |                 |                 |              |              |         | Longa'59           | Longa'59           | 3                  |  |

#### Semifinali
| Data     | Risultati       | Risultati | Risultati | 1° Set | 2° Set | 3° Set | 4° Set | 5° Set |
| -------- | --------------- | --------- | --------- | ------ | ------ | ------ | ------ | ------ |
| 11-03-06 | Pałac Bydgoszcz | 0 - 3     | Asystel   | 21-25  | 15-25  | 23-25  |        |        |
| 11-03-06 | Dinamo Mosca    | 3 - 0     | Longa'59  | 25-17  | 25-21  | 25-16  |        |        |

#### Finale 3º/4º posto
| Data     | Risultato       | Risultato | Risultato | 1° Set | 2° Set | 3° Set | 4° Set | 5° Set |
| -------- | --------------- | --------- | --------- | ------ | ------ | ------ | ------ | ------ |
| 12-03-06 | Pałac Bydgoszcz | 0 - 3     | Longa'59  | 23-25  | 16-25  | 21-25  |        |        |

#### Finale
| Data     | Risultato | Risultato | Risultato    | 1° Set | 2° Set | 3° Set | 4° Set | 5° Set |
| -------- | --------- | --------- | ------------ | ------ | ------ | ------ | ------ | ------ |
| 12-03-06 | Asystel   | 3 - 0     | Dinamo Mosca | 25-17  | 25-21  | 28-26  |        |        |

## Premi individuali
| Premio                 | Giocatrice        | Squadra      |
| ---------------------- | ----------------- | ------------ |
| MVP                    | Taismary Agüero   | Asystel      |
| Miglior realizzatrice  | Taismary Agüero   | Asystel      |
| Miglior attaccante     | Natalia Hanikoğlu | Dinamo Mosca |
| Miglior muro           | Marija Borodakova | Dinamo Mosca |
| Miglior servizio       | Elles Leferink    | Longa'59     |
| Miglior palleggiatrice | He Qui            | Asystel      |
| Migliore libero        | Paola Cardullo    | Asystel      |